# Halosaurus guentheri
Halosaurus guentheri är en fiskart som beskrevs av Goode och Bean, 1896. Halosaurus guentheri ingår i släktet Halosaurus och familjen Halosauridae. Inga underarter finns listade i Catalogue of Life.